# Karlsdorf-Neuthard
Karlsdorf-Neuthard – gmina w Niemczech, w kraju związkowym Badenia-Wirtembergia, w rejencji Karlsruhe, w regionie Mittlerer Oberrhein, w powiecie Karlsruhe, wchodzi w skład wspólnoty administracyjnej Bruchsal. Leży ok. 15 km na północny wschód od Karlsruhe, przy autostradzie A5 i drodze krajowej B35.